# US Imperia 1923
US Imperia 1923 is een Italiaanse voetbalclub uit Imperia die in de Serie D/A speelt. De club werd opgericht in 1923 De officiële clubkleuren zijn zwart en blauw.